# Най, Мэлори
Мэлори Най (англ. Malory Nye; род. 6 августа 1964) — британский религиовед и антрополог, почётный профессор Абердинского университета, в 2003—2011 годах — ректор Института арабских и исламских исследований Аль-Мактума в г. Данди, Шотландия. Преподаёт теологию и религиоведение в Университете Глазго. Главный редактор научного журнала Culture and Religion, публикуемого издательством Routledge.

## Сфера научных интересов
Основными научными интересами Мэлори Ная являются мультикультурализм, антропология, ислам и мусульмане в Великобритании и Европе, исследование культурного и религиозного разнообразия, религиозные меньшинства в Великобритании.

## Образование и научная деятельность
В 1988 году получил учёную степень бакалавра наук от Лондонской школы экономики и политических наук, а в 1992 году защитил докторскую диссертацию в Эдинбургском университете.
В 1990-е годы был главным редактором религиоведческого журнала Scottish Journal of Religious Studies, публикуемого Стирлингским университетом. С 2000 года является главным редактором-основателем международного религиоведческого журнала Culture and Religion, публикуемого издательством Routledge.
В 1990-е годы Мэлори Най преподавал в Стирлингском университете и в Королевском колледже Лондона. В 2003—2011 годах занимал пост ректора Института арабских и исламских исследований Аль-Мактума в г. Данди, Шотландия.

## Multiculturalism and Minority Religions in Britain
В своей монографии Multiculturalism and minority religions in Britain: Krishna consciousness, religious freedom and the politics of location («Мультикультурализм и религиозные меньшинства в Великобритании: Сознание Кришны, религиозная свобода и местная политика») Мэлори Най проводит исследование судебной битвы британских индуистов за право продолжать осуществлять религиозное поклонение в крупнейшем храме Международного общества сознания Кришны в Великобритании — Бхактиведанта-мэноре. В этой работе, Най затрагивает ключевые этнографические темы, которые являются основой для дискуссий о расизме среди белых англичан из провинции. Он утверждает, что судебная тяжба в отношении «надлежащего использования» Бхактиведанта-мэнора может рассматриваться как борьба, в которой индусы-азиаты сражались против того, что, по мнению могущественного класса белых англичан, было самой сущностью английского образа жизни — английской деревни.

## Religion: The Basics
Канадский религиовед Рассел Маккатчеон, заведующий кафедрой религиоведения Алабамского университета, охарактеризовал монографию Мэлори Ная Religion: the Basics как книгу, «написанную для общего читателя, в которой ясным и авторитетным образом представлены многочисленные достижения, которых добилось научное изучение религии за последнее поколение … Необходимо поздравить Мэлори Ная с тем, что он проделал эту столь важную работу для своих коллег и их студентов».
Американский религиовед Уильям Падден, профессор религии Вермонтского университета, охарактеризовал эту работу Мэлори Ная как «Написанную в самой доступной форме и самую исчерпывающую из всех существующих вводных работ в области изучения религии с точки зрения культурных исследований».

## Публикации

### Монографии
- Nye, Malory. A Place for our Gods: The Construction of an Edinburgh Hindu Temple Community. — Richmond, Surrey: Curzon Press, 1995. — x, 247 p. — (London Studies on South Asia). — ISBN 070070356X.
- Nye, Malory. Multiculturalism and Minority Religions in Britain: Krishna Consciousness, Religious Freedom and the Politics of Location. — Richmond, Surrey: Curzon Press, 2001. — xii, 331 p. — (Curzon studies in new religious movements). — ISBN 0700713921.
- Nye, Malory. Religion: The Basics. — London; New York: Routledge, 2003. — viii, 227 p. — ISBN 0415263786.
  - Nye, Malory. Religion: The Basics. — 2nd ed. — London; New York: Routledge, 2008. — viii, 232 p. — ISBN 0415449480.
- Nye, Malory; Abd al-Fattah Muhammad El-Awaisi. Time for Change: Report on the Future of the Study of Islam and Muslims in Universities and Colleges in Multicultural Britain. — Al-Maktoum Institute Academic Press, 2006. — 162 p. — ISBN 1904436064.

### Статьи и главы в книгах
- Nye, Malory. Constructing a Hindu temple community in Edinburgh // Religion Today. — 1992. — Т. 8, вып. 1. — P. 12-15. — ISSN 0267-1700. — doi:10.1080/13537909208580683.
- Nye, Malory. Temple constructions and communities: Hindu constructions in Edinburgh (недоступная ссылка — история) // New Community. — 1993. — Т. 19, вып. 2. — ISSN 0047-9586.
- Malory Nye; Susan Greenwood; Graham Harvey & Amy Simes. Current research on paganism and witchcraft in Britain // Journal of Contemporary Religion. — 1995. — Т. 10, вып. 2. — С. 185-192. — ISSN 1469-9419.
- Nye, Malory. Hare Krishna and Sanatan Dharm in Britain: The Campaign for Bhaktivedanta Manor // Journal of Contemporary Religion. — 1996. — Т. 11, вып. 1. — С. 37-56. — ISSN 1469-9419.
- Nye, Malory. ISKCON and Hindus in Britain: Some Thoughts on a Developing Relationship (недоступная ссылка — история) // ISKCON Communications Journal. — 1997. — Т. 5, вып. 2.
- Nye, Malory. Minority Religious Groups and Religious Freedom in England: The ISKCON Temple at Bhaktivedanta Manor // Journal of Church and State. — 1998. — Т. 40, вып. 2. — С. 411-436. — ISSN 20404867.
- Nye, Malory. Religion is Religioning? Anthropology and the Cultural Study of Religion (недоступная ссылка — история) // Scottish Journal of Religious Studies. — 1999. — Т. 20, вып. 2. — С. 193-243. — ISSN 0143-8301.
- Nye, Malory. Religion, Post-Religionism, and Religioning: Religious Studies and Contemporary Cultural Debates (недоступная ссылка — история) // Method & Theory in the Study of Religion. — BRILL, 2000. — Т. 12, вып. 1. — С. 447-476. — ISSN 1570-0682.
- Nye, Malory. Editorial: Culture and Religion // Culture and Religion. — 2000. — Т. 1, вып. 1. — С. 5-12. — ISSN 14755629.
- Nye, Malory. The Challenges of Multiculturalism // Culture and Religion. — 2007. — Т. 8, вып. 2. — С. 109-123. — ISSN 14755629.